# 줄리 & 줄리아
줄리 & 줄리아(Julie & Julia)는 노라 에프런이 각본과 감독을 맡고 메릴 스트립, 에이미 애덤스, 스탠리 투치, 크리스 메시나가 출연을 한 2009년에 개봉한 미국의 코미디 드라마 영화이다. 영화는 요리사 줄리아 차일드의 초창기의 요리 경력의 삶과 줄리아 차일드의 요리책의 524가지 레시피를 365일안에 모두 요리하는 도전을 나중에 그녀를 작가로서 출판을 하게 해준 그녀의 블로그에 올리는 젊은 뉴욕커 줄리 포웰를 대조시킨다.
에프론의 각본은 알렉스 프뤼둠과 함께슨 차일드의 자서전 인《My Life in France》와 차일드의 《Mastering the Art of French Cooking》에 524가지 각 레시피의 요리 경험을 날마다 블로그에 올린것을 후에 그녀가 재작업한 《The Julie/Julia Project》라는 포웰의 회고록, 두 책에서 개작을 하였다. 이 두 책들은 같은 시기에 쓰이고 출판되었다 (2004–06). 이 영화는 블로그를 원작으로한 첫 메이저 모션 영화이다.
2008년 3월, 에프론은 차일드 역의 스트립, 포웰 역의 애덤스와 함께 촬영을 시작하였다. 2009년 7월 30일, 뉴욕에 있는 지그펠드 극장에서 첫 시연회를 하였고, 2009년 8월 7일에 북미지역에서 개봉하였다. 스트립과 애덤스는 이전에 《다우트(2008)》라는 영화에서 함께 발을 맞춰 본적이 있다. 스트립과 투치는 《악마는 프라다를 입는다(2006)》에서 함께 출연한 바 있다.

## 줄거리
영화는 1950년대 파리로 건너간 요리사 줄리아 차일드와 2002년 뉴욕에서 요리 블로그를 운영하는 줄리 파월의 삶을 교차하며 보여준다. 
1950년대, 외교관 남편을 따라 파리에 간 줄리아 차일드는 프랑스 요리에 매료되어 르 코르동 블루에서 요리를 배우기 시작한다. 그녀는 학교에서 유일한 여학생으로 처음에는 어려움을 겪지만, 곧 시몬 베크, 루이제트 베르톨과 함께 미국 주부를 위한 프랑스 요리 책을 쓰기 시작한다. 출판 과정에서 어려움도 겪지만, 결국 출판사에서 책을 출간하게 된다.
2002년, 줄리 파월은 9/11 테러 피해자와 가족의 민원을 처리하는 콜센터에서 불행한 직장 생활을 하고 있다. 삶의 활력을 찾기 위해 줄리는 줄리아 차일드의 1961년 요리책에 있는 524가지 레시피를 1년 안에 모두 요리하는 프로젝트를 시작하고, 그 과정을 블로그에 올린다. 처음에는 남편 에릭의 지지를 받지만, 블로그에 집중하면서 결혼 생활에 긴장이 생긴다. 한때 에릭은 집을 나가기도 하지만, 줄리가 블로그에 사과하며 다시 화해한다. 줄리의 블로그는 뉴욕 타임즈의 음식 작가에게 소개되면서 언론과 출판계의 관심을 받게 된다. 줄리는 줄리아 차일드가 자신의 블로그 프로젝트에 비판적이었다는 사실을 알고 실망하지만, 줄리아 차일드에게 영감을 받은 것에 감사하며 요리 사랑을 이어간다. 영화의 마지막 장면은 줄리와 에릭이 스미소니언 박물관에 재현된 줄리아 차일드의 부엌을 방문하고, 줄리아 차일드가 자신의 부엌에서 요리책 초판본을 받으며 기뻐하는 모습을 보여준다.

## 캐스팅
- 메릴 스트립 - 줄리아 차일드
- 에이미 애덤스 - 줄리 포웰
- 스탠리 투치 - 줄리아의 남편 폴 차일드
- 크리스 메시나 - 줄리의 남편 에릭 포웰(Eric Powell)
- 린다 에먼드 - 줄리아 차일드의 Mastering the Art of French Cooking를 함께 쓴 시모네 벡
- 헬렌 캐리 - Mastering the Art of French Cooking의 공동 저자 루이제트 베르툴레
- 제인 린치 - 줄리아의 동생 도로시 윌리엄스(Dorothy McWilliams)
- 메리 린 라즈스쿠브 - 줄리의 절친 사라(Sarah)
- 조안 줄리엣 벅 - 줄리아가 프랑스 요리를 공부하던 당시의 르 꼬르동 블루의 마담 엘리자베스 브라사르트
- 아만다 헤서
- 데보라 러쉬 - 줄리아의 오랜 팬팔 상대 아비스 드 보토(Avis De Voto)
- 바네사 페릴토 - 줄리의 친구 캐시(Cassie)
- 캐시 윌슨 - 줄리의 친구 레지나(Regina)
- 질런 바흐 - 줄리의 친구 애나벨(Annabelle)
- 프란시스 스턴하겐 - 이르마 롬보
- 메리 케이 플레이스 - 줄리의 어머니 목소리